# Rozsdás sármány
A rozsdás sármány (Emberiza caesia) a madarak osztályának verébalakúak (Passeriformes) rendjébe és a sármányfélék (Emberizidae) családjába tartozó faj.

## Rendszerezése
A fajt Philipp Jakob Cretzschmar német orvos és ornitológus írta le 1827-ben.

## Előfordulása
A Földközi-tenger térségében, Görögország, Törökország és Ciprus területén költ, telelni Szudánig vonul. Kóborló példányai előfordulnak Európa nyugati részében is.
Természetes élőhelyei a mérsékelt övi füves puszták és cserjések, sziklás környezetben, valamint szántóföldek.

## Megjelenése
Testhossza 16 centiméter. A hím feje és melle keresztsávja szürke, torka halvány fahéj vörös, alsó teste sötét fahéj vörös, a tojó sárgás színű.
|  |

## Életmódja
Apró magvakkal, különösen fűfélékkel táplálkozik, de kisebb gerincteleneket is fogyaszt, melyet a talajon keresgél.

## Szaporodása

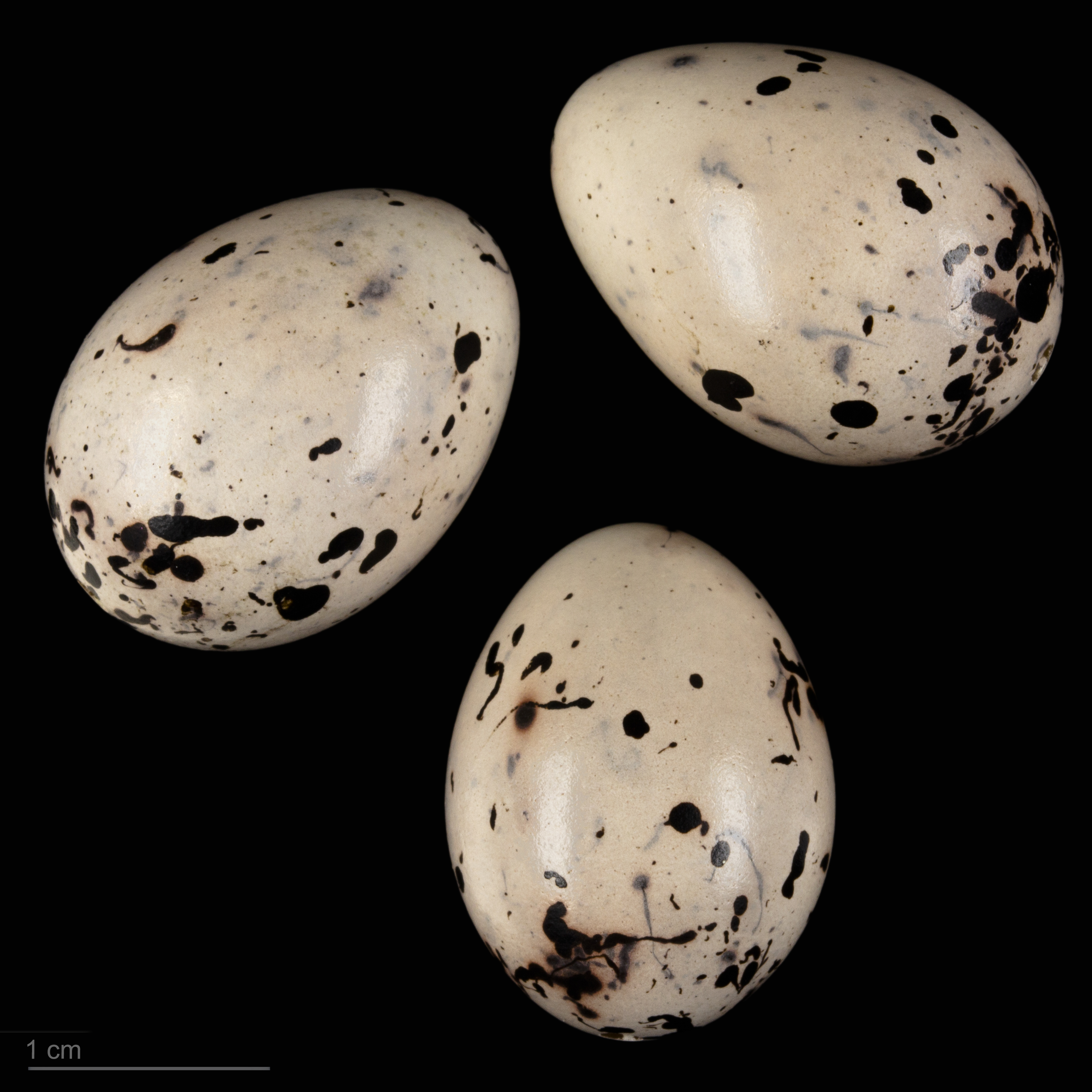
Tojásai

Április közepétől június közepéig szaporodik. A fészket a talajra rakja, melyet a tojó készít. Fészekalja 4-6 tojásból áll, melyen főleg a tojó kotlik. A kikelés 12–14 napig tart, a fiókákat mindkét szülő táplálja. 12–14 nap múlva hagyják el a fészket.

## Természetvédelmi helyzete
Az elterjedési területe nagyon nagy, egyedszáma nagy és stabil. A Természetvédelmi Világszövetség Vörös listáján nem fenyegetett fajként szerepel.